# Штіулець
Штіулець, Штіулеці (рум. Știuleți) — село у повіті Алба в Румунії. Входить до складу комуни Скерішоара.
Село розташоване на відстані 334 км на північний захід від Бухареста, 66 км на північний захід від Алба-Юлії, 63 км на південний захід від Клуж-Напоки.

## Населення
За даними перепису населення 2002 року у селі проживали 145 осіб, усі — румуни. Рідною мовою 144 особи (99,3%) назвали румунську.